# Тойпиц
Тойпиц (нем. Teupitz) — город в Германии, в земле Бранденбург.
Входит в состав района Даме-Шпревальд. Подчиняется управлению Шенкенлендхен. Население составляет 1831 человек (на 31 декабря 2010 года). Занимает площадь 47,99 км². Официальный код — 12 0 61 492.
Город подразделяется на 3 городских района.
| Год  | Население |
| ---- | --------- |
| 2005 | 1887      |
| 2010 | 1844      |

- Schloss Teupitz um 1860, Sammlung Alexander Duncker
- Heilig-Geist-Kirche von 1346
- Rathaus Teupitz
- Friedhofskapelle